# Великий Карашин
Вели́кий Кара́шин (укр. Великий Карашин) — село, входит в Макаровский район Киевской области Украины.
Население по переписи 2001 года составляло 861 человек. Почтовый индекс — 08050. Телефонный код — 4578. Занимает площадь 0,45 км². Код КОАТУУ — 3222780901.

## Местный совет
с. Великий Карашин, вул. Перемоги, 1а  (укр.)